# Madame Butterfly (film fra 1919)
 For alternative betydninger, se Madame Butterfly (flertydig). (Se også artikler, som begynder med Madame Butterfly)
Madame Butterfly (også kendt som Harakiri) er en tysk stumfilm fra 1919 af instrueret af Fritz Lang. Filmen er baseret på John Luther Longs novelle af samme navn og på Puccinis opera Madame Butterfly, der også er baseret på novellen.

## Medvirkende
- Paul Biensfeldt som Daimyo Tokuyawa
- Lil Dagover som O-Take-San
- Georg John
- Meinhart Maur som Matahari
- Rudolf Lettinger som Karan